# Введеновка (Амурская область)
Введе́новка — село в Серышевском районе Амурской области, Россия.
Входит в Аргинский сельсовет.
Основано в 1891 году в канун религиозного праздника Введения во храм Пресвятой Богородицы, отмечаемого 4 декабря. Названо в честь этого праздника.

## География
Село Введеновка стоит на левом берегу реки Зея. Город Свободный стоит на правом берегу Зеи, в 4 км выше по течению. Работает паром.
Село Введеновка расположено расположена рядом с Транссибом, к северу от пос. Серышево, расстояние до районного центра (через административный центр Аргинского сельсовета станцию Арга и сёла Озёрное и Белоногово) — 26 км.
На северо-восток от села Введеновка идёт дорога в село Молчаново Мазановского района.

## История
Село основано 1891 году духоборами выселившимися из села Новотроицкое.

## Население
| 2002 | 2010 | 2012 | 2013 | 2014 | 2015 | 2016 |
| ---- | ---- | ---- | ---- | ---- | ---- | ---- |
| 358  | ↘263 | ↘260 | ↘259 | ↘258 | ↗263 | ↘261 |
| 2017 | 2018 |      |      |      |      |      |
| ↗264 | ↘263 |      |      |      |      |      |

## Инфраструктура
- Остановочный пункт 7819 км Забайкальской железной дороги.
- Железнодорожные мосты на Транссибе через Зею.